# Descemer Bueno
Descemer Bueno (* 5. Juli 1971 in La Habana Vieja, Havanna, Kuba, bürgerlich Descemer Bueno Martinez) ist ein kubanischer Komponist, Sänger und Musiker.

## Karriere
Bueno studierte klassische Gitarre und Musikpädagogik. Anschließend arbeitete er als Musiklehrer und Songwriter, bevor er sich der Band von Santiago Feliú anschloss und auch für diesen Musik schrieb. Später zog er nach Kalifornien und lehrte an der Stanford University. Auch an der Universität Kapstadt war er tätig. Später in New York wurde er Gründungsmitglied der von Andrés Levín formierten Cuban-Latin-Fusionband Yerba Buena. Zusammen mit dem schon länger in den USA lebenden Venezolaner komponierte er die meisten Stücke des Debütalbums President Alien, das bei den Grammy Awards 2004 in der Kategorie Best Latin Rock/Alternative Album nominiert war.
Ab 2000 lebte er in Miami. 2002 erschien auch sein erstes Solo-Studioalbum Siete Rayo. Der von ihm mitkomponierte Soundtrack zum Film Havanna Blues erhielt 2006 einen Goya in der Kategorie Beste Filmmusik. Auch zu mehreren Soundtracks US-amerikanischer Filme und TV-Serien steuerte er Lieder oder Kompositionen bei. 2010 war er zum ersten Mal für einen Latin Grammy nominiert. Sein 2012 erschienenes Album Bueno wurde in Kuba nicht veröffentlicht, Bueno gab jedoch an seine Familie einige Privatkopien weiter, welche wiederum kopiert und verkauft wurden und sich so innerhalb Kubas verbreiteten. Daraufhin wurden seine Songs auch dort im Radio gespielt und er erhielt für das Album einen Cubadisco-Award.
Im Jahr 2013 erschien der Song Bailando (Tener contigo), den er schrieb und zuerst zusammen mit Gente de Zona veröffentlichte. Er war auf mehreren Kompilationen zu finden und ein Musikvideo wurde gedreht, er wurde aber nicht als Single veröffentlicht. In den Billboard Hot Latin Songs platzierte er sich dennoch auf Position 35. 2014 wurde der Song von Enrique Iglesias featuring Descemer Bueno und Gente de Zona erneut veröffentlicht. Diese Version wurde ein internationaler Erfolg und erreichte vordere Positionen in diversen europäischen Ländern. Auch in die Billboard Hot 100 konnte der Song einsteigen. Das Lied war 2014 für fünf Latin Grammys nominiert, von denen der Song drei gewann (Song of the Year, Best Urban Performance und Best Urban Song).
Mit dem Song Súbeme la radio, veröffentlicht wiederum mit Enrique Iglesias und Zion y Lennox, konnte er ebenfalls in vielen Charts weltweit vordere Positionen erreichen.

## Diskografie

### Alben
- 2005: Siete rayo
- 2008: Amor y música (mit Kelvis Ochoa)
- 2012: Bueno

### Singles als Leadmusiker
| Jahr | Titel Album                | Höchstplatzierung, Gesamtwochen, AuszeichnungChartplatzierungen (Jahr, Titel, Album, Platzierungen, Wochen, Auszeichnungen, Anmerkungen) | Höchstplatzierung, Gesamtwochen, AuszeichnungChartplatzierungen (Jahr, Titel, Album, Platzierungen, Wochen, Auszeichnungen, Anmerkungen) | Höchstplatzierung, Gesamtwochen, AuszeichnungChartplatzierungen (Jahr, Titel, Album, Platzierungen, Wochen, Auszeichnungen, Anmerkungen) | Höchstplatzierung, Gesamtwochen, AuszeichnungChartplatzierungen (Jahr, Titel, Album, Platzierungen, Wochen, Auszeichnungen, Anmerkungen) | Höchstplatzierung, Gesamtwochen, AuszeichnungChartplatzierungen (Jahr, Titel, Album, Platzierungen, Wochen, Auszeichnungen, Anmerkungen) | Höchstplatzierung, Gesamtwochen, AuszeichnungChartplatzierungen (Jahr, Titel, Album, Platzierungen, Wochen, Auszeichnungen, Anmerkungen) | Höchstplatzierung, Gesamtwochen, AuszeichnungChartplatzierungen (Jahr, Titel, Album, Platzierungen, Wochen, Auszeichnungen, Anmerkungen) | Anmerkungen         |
| Jahr | Titel Album                | DE | AT | CH | UK | US | Latin | ES | Anmerkungen         |
| ---- | -------------------------- | --- | --- | --- | --- | --- | --- | --- | ------------------- |
| 2013 | Bailando (Tener contigo) – | — | — | — | — | — | Latin35 (2 Wo.)Latin | — | feat. Gente de Zona |

Weitere Singles
- 2005: Pa’rriba
- 2014: Llórame un río (mit Waldo Mendoza)
- 2015: Tú eres la razón (mit Olga Tañón feat. Qva Libre)
- 2017: El problema es el amor (mit Jorge Villamizar feat. Le Chacal)
- 2017: Química (feat. Yomil y El Dany)
- 2017: Preciosa
- 2017: No necesito un doctor (mit DKB)
- 2018: Nos Fuimos Lejos (mit Enrique Iglesias feat. El Micha)
- 2021: Patria y vida (mit Yotuel & Gente de Zona feat. Maykel Osorbo & El Funky, US: Platin (Latin))
- 2021: Mood (mit Dany Ome, Kevincito El 13 & Gatillo, US: Gold (Latin))

### Singles als Gastmusiker
| Jahr | Titel Album                     | Höchstplatzierung, Gesamtwochen, AuszeichnungChartplatzierungen (Jahr, Titel, Album, Platzierungen, Wochen, Auszeichnungen, Anmerkungen) | Höchstplatzierung, Gesamtwochen, AuszeichnungChartplatzierungen (Jahr, Titel, Album, Platzierungen, Wochen, Auszeichnungen, Anmerkungen) | Höchstplatzierung, Gesamtwochen, AuszeichnungChartplatzierungen (Jahr, Titel, Album, Platzierungen, Wochen, Auszeichnungen, Anmerkungen) | Höchstplatzierung, Gesamtwochen, AuszeichnungChartplatzierungen (Jahr, Titel, Album, Platzierungen, Wochen, Auszeichnungen, Anmerkungen) | Höchstplatzierung, Gesamtwochen, AuszeichnungChartplatzierungen (Jahr, Titel, Album, Platzierungen, Wochen, Auszeichnungen, Anmerkungen) | Höchstplatzierung, Gesamtwochen, AuszeichnungChartplatzierungen (Jahr, Titel, Album, Platzierungen, Wochen, Auszeichnungen, Anmerkungen) | Höchstplatzierung, Gesamtwochen, AuszeichnungChartplatzierungen (Jahr, Titel, Album, Platzierungen, Wochen, Auszeichnungen, Anmerkungen) | Anmerkungen                                                                                  |
| Jahr | Titel Album                     | DE | AT | CH | UK | US | Latin | ES | Anmerkungen                                                                                  |
| ---- | ------------------------------- | --- | --- | --- | --- | --- | --- | --- | -------------------------------------------------------------------------------------------- |
| 2012 | Todo lo que quieres es bailar – | — | — | — | — | — | Latin42 (7 Wo.)Latin | — | Jorge Villamizar feat. Descemer Bueno                                                        |
| 2014 | Bailando Sex and Love           | DE31 Gold · (27 Wo.)DE | AT42 (21 Wo.)AT | CH4 Platin · (73 Wo.)CH | UK75 Platin · (1 Wo.)UK | US12 ×4Vierfachplatin · (30 Wo.)US | Latin1 (53 Wo.)Latin | ES1 ×8Achtfachplatin · (118 Wo.)ES | Erstveröffentlichung: 28. April 2014 Enrique Iglesias feat. Descemer Bueno & Gente de Zona   |
| 2017 | Súbeme la Radio Final (Vol. 1)  | DE15 Platin · (29 Wo.)DE | AT7 Platin · (28 Wo.)AT | CH3 ×4Vierfachplatin · (39 Wo.)CH | UK— PlatinUK | US81 (9 Wo.)US | USL2 ×4Vierfachplatin · (28 Wo.)USL | ES1 ×5Fünffachplatin · (30 Wo.)ES | Erstveröffentlichung: 24. Februar 2017 Enrique Iglesias feat. Descemer Bueno & Zion y Lennox |

Weitere Gastbeiträge
- 2016: Cuba Isla Bellas (Orishas feat. Gente de Zona, Leoni Torres, Issac Delgado, Buena Fe, Descemer Bueno, Laritza Bacallao, Waldo Mendoza & Pedrito Martínez)
- 2017: Como el agua (Rotem Cohen feat. Descemer Bueno)
- 2017: Rompe los niveles (Cabas feat. Descemer Bueno)

## Auszeichnungen für Musikverkäufe
| Goldene Schallplatte - Mexiko - 2023: für die Single Súbeme la Radio - Portugal - 2019: für die Single Bailando Platin-Schallplatte - Belgien - 2016: für die Single Bailando - 2017: für die Single Súbeme la Radio - Dänemark - 2020: für die Single Súbeme la Radio - 2023: für die Single Bailando - Neuseeland - 2024: für die Single Bailando - Norwegen - 2018: für die Single Súbeme la Radio - Portugal - 2019: für die Single Súbeme la Radio - Schweden - 2014: für die Single Bailando - Vereinigte Staaten - 2019: für die Single Nos Fuimos Lejos (Latin) | 2× Platin-Schallplatte - Kanada - 2015: für die Single Bailando - 2021: für die Single Súbeme la Radio - Niederlande - 2014: für die Single Bailando - Schweden - 2017: für die Single Súbeme la Radio 3× Platin-Schallplatte - Brasilien - 2022: für die Single Súbeme la Radio 7× Goldene Schallplatte - Mexiko - 2016: für die Single Bailando 4× Platin-Schallplatte - Polen - 2020: für die Single Súbeme la Radio | 5× Platin-Schallplatte - Italien - 2018: für die Single Súbeme la Radio 9× Platin-Schallplatte - Italien - 2019: für die Single Bailando Diamantene Schallplatte - Frankreich - 2022: für die Single Súbeme la Radio - Mexiko - 2023: für die Single Súbeme la Radio 2× Diamantene Schallplatte - Mexiko - 2024: für die Single Bailando 5× Diamantene Schallplatte - Mexiko - 2016: für die Single Bailando |

Anmerkung: Auszeichnungen in Ländern aus den Charttabellen bzw. Chartboxen sind in ebendiesen zu finden.
| Land/RegionAuszeichnungen für Musikverkäufe (Land/Region, Auszeichnungen, Verkäufe, Quellen) | Gold     | Platin       | Diamant     | Verkäufe  | Quellen                 |
| -------------------------------------------------------------------------------------------- | -------- | ------------ | ----------- | --------- | ----------------------- |
| Belgien (BRMA)                                                                               | —        | 2× Platin2   | —           | 60.000    | ultratop.be             |
| Brasilien (PMB)                                                                              | —        | 3× Platin3   | 2× Diamant2 | 620.000   | pro-musicabr.org.br     |
| Dänemark (IFPI)                                                                              | —        | 2× Platin2   | —           | 180.000   | ifpi.dk                 |
| Deutschland (BVMI)                                                                           | Gold1    | Platin1      | —           | 600.000   | musikindustrie.de       |
| Frankreich (SNEP)                                                                            | —        | —            | Diamant1    | 363.333   | snepmusique.com FR2     |
| Italien (FIMI)                                                                               | —        | 14× Platin14 | —           | 700.000   | fimi.it                 |
| Kanada (MC)                                                                                  | —        | 4× Platin4   | —           | 320.000   | musiccanada.com         |
| Mexiko (AMPROFON)                                                                            | 2× Gold2 | 3× Platin3   | 6× Diamant6 | 2.040.000 | amprofon.com.mx         |
| Neuseeland (RMNZ)                                                                            | —        | Platin1      | —           | 30.000    | radioscope.co.nz        |
| Niederlande (NVPI)                                                                           | —        | 2× Platin2   | —           | 60.000    | nvpi.nl                 |
| Norwegen (IFPI)                                                                              | —        | Platin1      | —           | 60.000    | ifpi.no                 |
| Österreich (IFPI)                                                                            | —        | Platin1      | —           | 30.000    | ifpi.at                 |
| Polen (ZPAV)                                                                                 | —        | 4× Platin4   | —           | 80.000    | olis.pl                 |
| Portugal (AFP)                                                                               | Gold1    | Platin1      | —           | 15.000    | Einzelnachweise         |
| Schweden (IFPI)                                                                              | —        | 3× Platin3   | —           | 120.000   | sverigetopplistan.se    |
| Schweiz (IFPI)                                                                               | —        | 5× Platin5   | —           | 110.000   | hitparade.ch            |
| Spanien (Promusicae)                                                                         | —        | 13× Platin13 | —           | 520.000   | www.elportaldemusica.es |
| Vereinigte Staaten (RIAA)                                                                    | Gold1    | 10× Platin10 | —           | 4.390.000 | riaa.com                |
| Vereinigtes Königreich (BPI)                                                                 | —        | 2× Platin2   | —           | 1.200.000 | bpi.co.uk               |
| Insgesamt                                                                                    | 5× Gold5 | 72× Platin72 | 9× Diamant9 |           |                         |

## Belege
1. ↑  Descemer Bueno - Biografia (Memento vom 12. September 2019 im Internet Archive)
2. ↑  https://havana-club.com/en-ww/havana-cultura/descemer-bueno
3. ↑  https://online.gema.de/werke/search.faces
4. ↑  http://www.gettyimages.ae/detail/news-photo/the-group-yerba-buena-arrives-for-the-46th-annual-grammy-news-photo/2948312
5. 1 2  http://www.billboard.com/articles/columns/latin-notas/6319836/descemer-bueno-interview-bailando
6. ↑  premiosgoya.academiadecine.com (Memento vom 17. Dezember 2013 im Internet Archive)
7. 1 2 3 4 5  Chartquellen: DE AT CH UK US
8. ↑  https://www.latingrammy.com/es/nominees/search?artist=Descemer&field_nominee_work_value=&year=All&genre=All
9. ↑  Gold für Bailando in Portugal
10. ↑  Platin für Súbeme la Radio in Portugal